# Élisabeth-Sophie Chéron
Élisabeth-Sophie Chéron (3 de octubre de 1648, París- 3 de septiembre de 1711, ?), fue una pintora, grabadora, poeta, traductora intérprete del barroco, aunque se la considera una mujer del renacimiento, mostró un gran talento en artes plásticas, música y literatura que fue recompensado en vida al ser nombrada miembro de dos Academias.
Chéron fue una admirable mujer francesa que desplegó su talento en distintas disciplinas, lo que le valió un gran reconocimiento en su época. Además de pintora, fue poeta y música. En 1672, a la edad de 22 años, fue admitida en la Real Academia de Pintura y Escultura, bajo la protección del pintor Charles Le Brun y con la presentación de su autorretrato como pieza de ingreso. Fue la cuarta mujer en ser admitida en esta Academia, ya que tres ingresaron la década anterior, Catherine Girardon y las dos hijas de Louis Boullogne: Madeleine y Geneviève.

## Biografía
Nació en París, en el año 1648, y desde pequeña recibió entrenamiento en la pintura de miniaturas y esmaltado de su padre, Henri Chéron, pintor, poeta y músico. Su padre, rígido calvinista, trató de influir en su hija a adoptar su creencia religiosa, pero su madre como ferviente católica, convenció a Elizabeth a pasar un año en un convento, tiempo durante el cual con ardor abrazó la fe católica. Se casó con Jacques le Hay, llegando a ser conocida por su nombre de casada. Llegó a recibir una pensión de Luis XIV que coronó sus últimos años.
En 1699 fue nombrada miembro de la Accademia dei Ricovrati de Padua, recibiendo el nombre de Erato, por el de la musa de la poesía lírica y amorosa uniéndose a las filas de las otras ocho musas femeninas de dicha Academia, limitadas al número de nueve por dictados del clasicismo. En 1672, tras presentar su autorretrato como pieza de ingreso, apadrinada por el pintor Charles Le Brun, recibió el nombramiento para la Real Academia de Pintura y Escultura, formando parte del primer grupo de mujeres admitidas en esta institución.
Uno de sus entretenimientos era la música, tocaba el laúd y el clave, su maestro de laúd fue él músico Joseph de Soleras. Destaca la considerable colección de instrumentos musicales que poseía en su casa, incluyendo un laúd y un clave con dos manuales, poseía también una espineta, dos guitarras, dos angélicas y tres tiorbas (una pequeña y dos grandes). Las dos violas soprano más el bajo de viola, un violín y un tambor bajo que completaban la lista atestiguan su conocimiento de los instrumentos de cuerda con arco o pulsados y de percusión, además de los de teclado.
Esta colección de instrumentos servía tanto para ella, como para sus estudiantes, su familia y sus amigos. El inventario doméstico revela también la existencia de cajas para algunos de sus instrumentos: la guitarra, la angélica, la tiorba y la viola soprano. El inventario instrumental nos ofrece pruebas sólidas de que su salón era un centro de actividad música.
La angélica es un instrumento de doble mástil con cuerdas afinadas en series diatónicas, de manera muy parecida a la arpa, con diez trastes y una extensión de poco más de dos octavas. En realidad era un instrumento poco conocido actualmente que pudo haber recibido su nombre del de Angélique Paulet, una de las primeras précieuses al frente de algunas de las reuniones de mujeres en los salones, que fue una maestra del laúd.
No se tienen documentos que atestigüen que Chéron recibiera clases académicas del resto de sus instrumentos, sin embargo, Dézallier d’Argentville, contemporáneo suyo escribió que ella y sus aprendices de grabado interpretaban música en su salón por las tardes, una vez concluido el trabajo, y después de disertaciones con su hermano (Louis Chéron) y otros eruditos, sobre pintura y bellas artes, mostrando así sus habilidades melódicas con varios instrumentos.

## Obra
En 1694 publicó su libro de paráfrasis de los salmos, el Essay des pseaumes et cantiques mis en vers, y enrichis de figures.
Su nombre aparece en cartas y poemas escritos por y sobre mujeres relevantes, recopilado por el historiógrafo real Claude-Charles de Vertron en el siglo XVIII: La Nouvelle Pandore ou Les femmes illustres du siècle de Louis le Grand: en él vemos que desempeñó un cometido fundamental en los círculos de mujeres eruditas que poblaron todo el siglo anterior y que su salón musical siguió los pasos de los famosos centros de reunión de los grupos de précieuses y femmes savantes. 
Realizó retratos como el de la salonnière Madeleine de Scudéry, primera mujer francesa nombrada para la Accademia dei Ricovrati, donde fue conocida por su anterior sobrenombre de “Safo”. También realizó el retrato del músico real Jacques Morel (fl. 1700-1740).
No hay documentos que consideren a Cheron como compositora de música, sino como intérprete, en su personificación de “Erato”, Chéron había dominado el arte de componer poesía lírica
Su éxito en Essay des pseaumes et cantiques se debió, en parte, al hecho de haber estudiado hebreo para acercarse lo más posible a la comprensión de las sutilezas del texto. Su hermano Louis realizó los grabados que acompañaban cada una de las paráfrasis, aunque no todas las ediciones los incluyeron. Actualmente se conservan docenas de ejemplares de esta obra en bibliotecas de Europa y Estados Unidos, tanto de la primera edición de 1694 como de las reediciones publicadas póstumamente en 1715. 
Aunque no compuso en realidad música, sus salmos proporcionaron textos para composiciones de dos músicos, Baptiste Drouard de Bousset (1662-1725) que compuso el salmo como un air spirituel para tiple y bajo continuo, y Antonia Bembo (una noble veneciana que había vivido en Francia desde mediados de la década de 1670) puso música a los siete Pseaumes de la Pénitence, agrupados en una sección del Essay.
Sabemos por Titon du Tillet que el gran éxito de su Aunque Chéron no compuso en realidad música, sus paráfrasis de los salmos proporcionaron textos para composiciones de, por lo menos, dos músicos. El musicólogo Thierry Favier ha comparado recientemente una versión del Salmo 68 compuesta por Jean-Baptiste Drouard de Bousset (1662-1725) con la paráfrasis versificada de Chéron. Bousset compuso el salmo como un air spirituel para tiple y bajo continuo y encargó su publicación a los impresores Ballard en 1701. La segunda compositora. En la década de 1930, Yvonne Rokseth (musicóloga francesa) descubrió que los textos de Chéron coincidían con la obra de Bembo titulada Les sept Pseaumes de David. La música de Bembo no fue publicada nunca, pero la serie de siete salmos se conserva en la Bibliothèque Nationale. Parece muy posible que Bembo y Chéron se conocieran, pues ambas estaban en la lista de pensionados del rey, las dos residían en París y se dedicaban a la interpretación musical y Chéron había sido nombrada miembro de una Academia situada en el Véneto, la tierra de Bembo.
Aunque la actividad principal de Chéron no fuera musical, sus aportes a este arte fueron importantes. Tocaba la mayoría de los instrumentos de tecla y cuerda que poseía, escribió poemas directamente adaptados para versiones musicales y proporcionó además material a la posteridad al pintar el retrato del músico real Jacques Morel (fl. 1700-1740).

### Pinturas y grabados (selección)
Aunque Elisabeth pudo disfrutar durante su vida de alta estima entre sus contemporáneos, pronto después de su muerte cayó en el olvido. De las numerosas pinturas y grabados de sus casi 50 años de vida creativa se conservan relativamente pocos originales, incluyendo:
- Probable retrato de Madame Deshoulières como santa Inés, óleo sobre lienzo en el Musée Condé, Chantilly; antes atribuido a Nicolas Mignard
- 1672: Autorretrato, óleo sobre lienzo, Louvre, París
- entre 1670–1680: Retrato de mujer como Safo. óleo sobre lienzo, Museo de Bellas Artes de Rouen; antes atribuido a Nicolas Mignard.
- um 1700: Retrato de Jeanne-Marie Bouvier de la Mothe Guyon, Museo Pushkin, Moscú.
- 1707: 36 grabados para el libro Livre à dessiner, Bibliothèque nationale de France, París

Muchas obras ya no existen, pero son conocidas a través de copias o publicaciones. Estas incluyen:
- Retrato de Madame d’Aulnoy
- 1664: Retrato de Louis de Machaut
- 1693: Retrato de Antoinette Deshoulières
- 1703: Retrato del padre Sébastien Truchet

### Algunas publicaciones
- Livre des Principes à Dessiner (Libro de principios de dibujo). 1706,

- Psaumes et Cantiques mis en vers (Salmos y Cánticos establecidos), 1694,

- Traduction d'une ode latine, ou Description de Trianon, 1696,

- La coupe du Val-de-Grâce, réponse au poème de Molière «la gloire du Val-de-Grâce»; 1669,

- Le Cantique d'Habacuc et le Psaume , traduit en vers (La canción de Habacuc y de Salmos, traducido en verso),

- Les Cerises Renversées, pequeño poema publicado en 1717; después de su muerte, y puesto en verso latino por Raux, 1797.

## Literatura
- René Démoris (ed.) Hommage à Elizabeth Sophie Chéron. Texte et peinture à l’âge classique. Presses Sorbonne Nouvelle, París 1992, ISBN 2-87854-033-6, p. 9–54.

- Clara Erskine Clement. Women in the fine arts, from the Seventh Century B.C. to the Twentieth Century A.D. Houghton, Mifflin & Company, Boston, New York 1905, p. 81–83.

- Léon Gréder. Elisabeth-Sophie Chéron: de l’Académie Royale de Peinture et de Sculpture. Henri Jouse, París 1909.

- Marie-France Hilgar. Chéron, Elisabeth-Sophie (1647-1711). En: Eva Martin Sartori: The feminist encyclopedia of French literature. Greenwood Press, Westport, Conn. [u. a.] 1999, ISBN 0-313-29651-0.

- Marie-France Hilgar. Les multiples talents d’Élisabeth Sophie Chéron. En:  Cahiers du dix-septième. Nº II/1, 1988, ISSN 1040-3647, p. 91–98.

- Andrea Weisbrod. Elisabeth Sophie Chéron. En: Margarete Zimmermann, Roswitha Böhm (ed.) Bedeutende Frauen. Französische Dichterinnen, Malerinnen, Mäzeninnen des 16. Und 17. Jahrhunderts. Piper, Múnich 2008, ISBN 978-3-492-24906-5, p. 245–258.